# Dazjbog

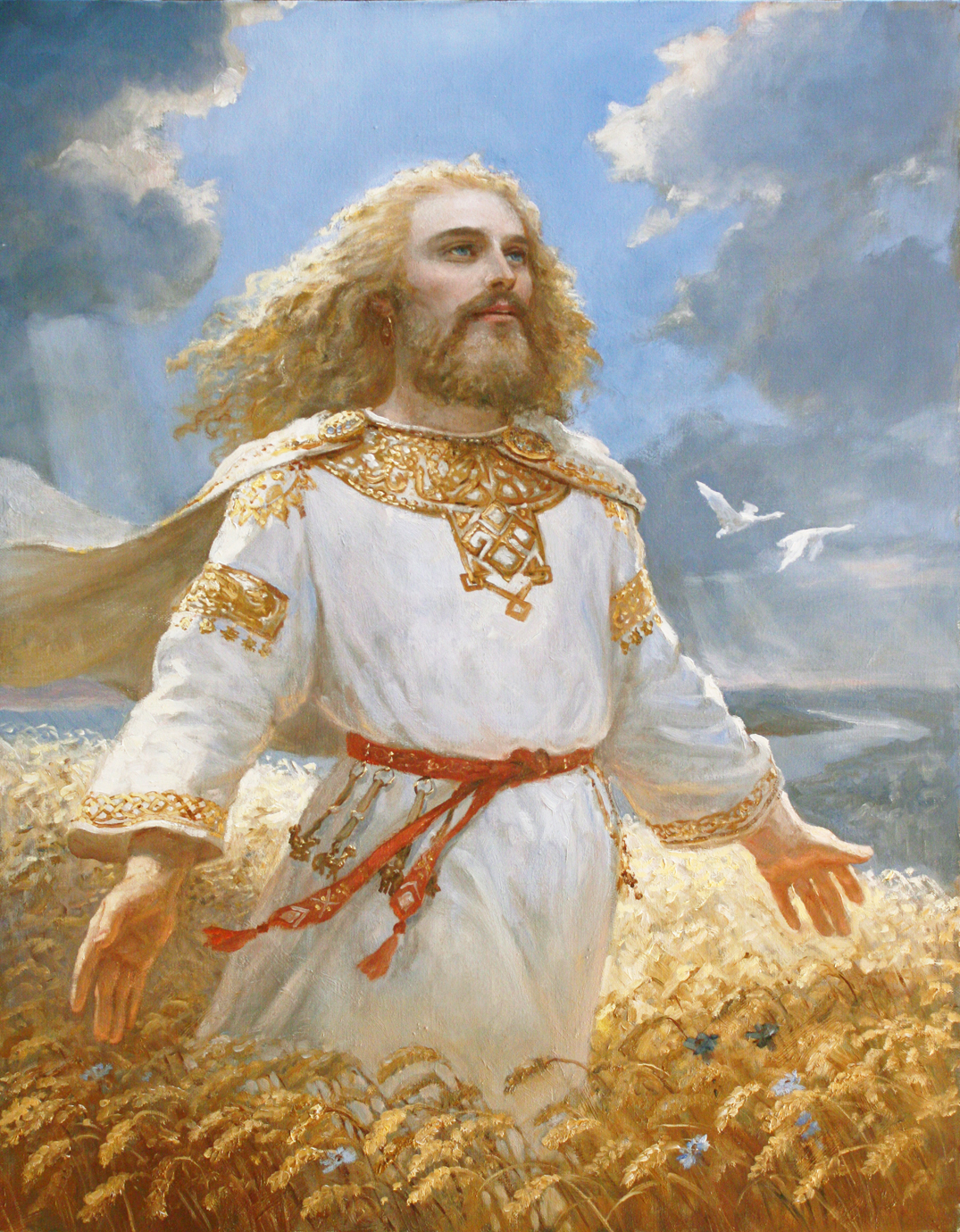
Dazhbog by Andrey Shishkin

Dazjbog, Dazjdbog (fornslaviska: Дажьбогъ ), var fruktbarhetens och solljusets gud, och en av de viktigaste gudarnam inom den östslaviska mytologin.

## Etymologi
Det etymologiska ursprunget är vid en första anblick helt uppenbar. Enligt M. Fasmer förklaras detta namn utifrån det fornryska imperativet ”dazj eller daj” (kyrilliska: дажь eller дай, ge) och *bogъ (lycka, välstånd, kyrilliska: счастье, благосостояние, jämför med bogatyj, ybogij - rik, utfattig kyrilliska: богатый, убогий), det vill säga att Dazjbog är den som ger välstånd (dajostjij blagosostojanije kyrilliska: дающий благосостояние)

## Belägg

### Nestorskrönikan
Enligt Nestorskrönikan stod Dazjbogs avgudabild (troligen av trä) tillsammans med avgudabilder av Perun, Chors, Stribog, Simargl och Mokosja på en kulle i Kiev under furst Vladimirs regeringstid. Dazjbog omnämns på tredje plats i listan över gudar (efter Perun och Chors), vars avgudabilder fanns uppställda.

### Översättningen av Johannes Malalas krönika
Mer innehållsrik (om än mindre tillförlitlig) är fragment om Dazjbog av Homeros i ett översatt stycke ur Johannes Malalas krönika i Hypatiuskrönikan 1114, där Dazjbog kallas solens härskare och Svarogs son. Namnet Dazjbog var en översättning av namnet på den grekiska solguden, Helios.
Rybakov ansåg att kulten av Dazjbog som ”Solhärskaren” kan härledas till den skytiska kulten av Kolaksaj, son till Targitajs, skyternas stamfader. Rybakov tolkade namnet Kolaksaj utifrån den slaviska roten kolo (kyrilliska: коло, cirkel, dvs ”solen”) och iranska ksaj (kyrilliska: ксай, härskare, tsar).
Sålunda förenades två grundläggande funktioner i Dazjbog : i naturen var han överbringaren av ljus, värme och fruktbarhet, och i samhället ursprunget till furste- och tsarmakten.

### Igorkvädet
Dazjbogs barnbarn används som en metafor för ruserna i Igorkvädet för att framhäva deras släktsamhörighet och vikten av att de ska sluta kivas och sluta sig samman inför hotet från yttre fienden.
| ” | Då utsåddes och frodades genom Oleg Goreslavitj inbördes fejder, och Dazjbogs ättling miste livet, ty under furstefejder förkortas människoåldrarna. | „ |

| ” | Nesa har drabbat Dazjbogs ättlingar och hemsökt Trojas jord likt en mö, som svingar svanevingar över det blå havet och svävar till Don, väckande erövringar av ymniga tider. | „ |

### Andra källor

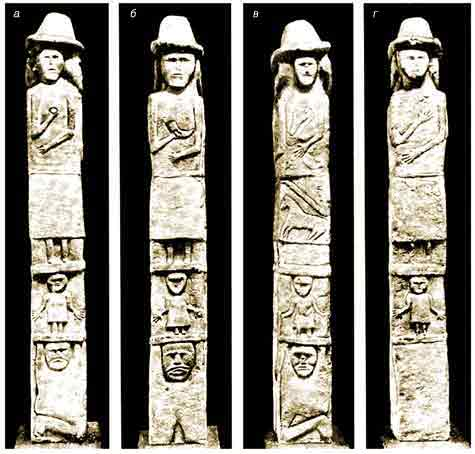
De fyra sidorna på avgudabilden i Zbrutj

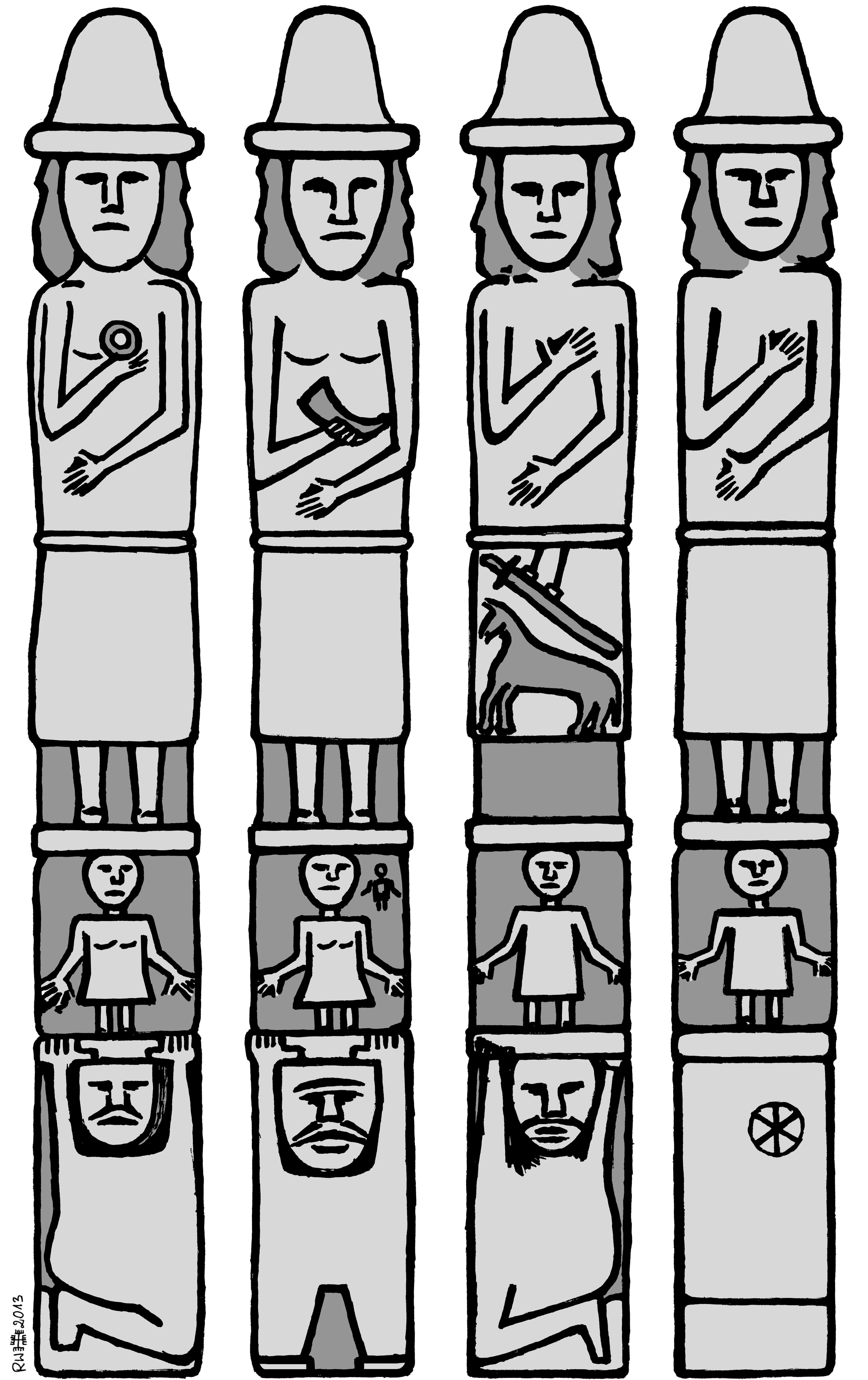
De fyra sidorna på avgudabilden i Zbrutj, stiliserade av Ratomir Wilkowski, 2013

Rybakov anser att bilden av Dazjbog är nära förbunden med Alexander den stores himmelska uppstigande, eller upphöjelse, en scen som var vida spridd i Rus.
Enligt Rybakov och några andra forskare är Dazjbog avbildad högst upp på baksidan av avgudabilden i Zbrutj. På hans klädnad syns ett hjul med sex ekrar – symbolen för solen.

### Folklore
Dazjbog omnämns i ukrainska folksånger. I en vårsång sänder Dazjbog iväg den första näktergalen för att stänga in vintern och öppna för våren. Den sången sjungs på bröllop, och Dazjbog sägs också vara de nygiftas beskyddare.

## Dazjbog i nutida konst
I juni 2011 restes en skulptur av Dazjbog i Hola Prystan i Cherson oblast i Ukraina. Redan efter några dagar avlägsnades den efter protester från de ortodoxa prästerna.